# Autism
Autism est une revue médicale évaluée par les pairs, couvrant la recherche sur l'autisme et les troubles du spectre de l'autisme. Le rédacteur en chef est M. David Mandell (Université de Pennsylvania School of Medicine). Le journal a été créé en 1997 et est publié huit fois par an par Sage Publications, en association avec la National Autistic Society.

## Histoire
La revue a été créée en 1997 par Rita Jordan, Patricia Howlin, Geraldine Peacock, et Sage Publications. Les personnes suivantes ont été rédacteur en chef de ce journal : Rita Jordan (Université de Birmingham, de 1997 à 2006), Patricia Howlin (Institut de Psychiatrie de Londres, 1997-2007), Dermot M. Bowler (City University, Londres, 2006-2012), et David M. Mandell (Université de Pennsylvania School of Medicine, 2012).

## Indexation
Le journal est indexé dans MEDLINE, Scopus, et le Social Sciences Citation Index. Selon le Journal Citation Reports, le journal a un Facteur d'impact de 3 500 en 2013.